# Live at the BBC (álbum de The Beatles)
Live at the BBC (en español: ‘En vivo en la BBC’) es un álbum recopilatorio que contiene las grabaciones en vivo en la BBC de la banda de rock The Beatles publicado el 30 de noviembre de 1994. Esta es una recopilación de varias presentaciones realizadas por la banda en la BBC entre los años 1963 y 1965.
Muchas de estas presentaciones han salido a la luz gracias al programa de la BBC Radio 1 The Beeb's Lost Beatles Tapes de 1988. Contiene varias canciones inéditas y versiones que la banda interpretaba en sus primeros días.
El álbum fue remasterizado y se lanzó el 11 de noviembre de 2013 junto con "On Air - Live at the BBC Vol.2", el cual contiene otras 63 canciones grabadas entre 1963 y 1964 en la BBC.

## Lista de canciones
Todas las grabaciones están presentadas con sonido monoaural.
- Disco 1

| Disc 1 |                                                              |                     |          |  |
| N.º    | Título                                                       | Vocalista principal | Duración |  |
| 1.     | «Beatle Greetings»                                           | Diálogo             | 0:14     |  |
| 2.     | «From Us to You» (Lennon-McCartney)                          | John y Paul         | 0:27     |  |
| 3.     | «Riding on a Bus»                                            | Diálogo             | 0:54     |  |
| 4.     | «I Got a Woman» (Charles)                                    | John                | 2:48     |  |
| 5.     | «Too Much Monkey Business» (Berry)                           | John                | 2:06     |  |
| 6.     | «Keep Your Hands Off My Baby» (Goffin-King)                  | John                | 2:30     |  |
| 7.     | «I'll Be on My Way» (Lennon-McCartney)                       | Paul, con John      | 1:58     |  |
| 8.     | «Young Blood» (Leiber-Stoller-Pomus)                         | George              | 1:57     |  |
| 9.     | «A Shot of Rhythm and Blues» (Thompson)                      | John                | 0:25     |  |
| 10.    | «Sure to Fall (In Love with You)» (Perkins-Claunch-Cantrell) | Paul                | 2:08     |  |
| 11.    | «Some Other Guy» (Leiber-Stoller-Barrett)                    | John y Paul         | 2:01     |  |
| 12.    | «Thank You Girl» (Lennon-McCartney)                          | John y Paul         | 2:01     |  |
| 13.    | «Sha La La La La!»                                           | Diálogo             | 0:28     |  |
| 14.    | «Baby It's You» (David-Bacharach-Williams)                   | John                | 2:44     |  |
| 15.    | «That's All Right (Mama)» (Crudup)                           | Paul                | 2:54     |  |
| 16.    | «Carol» (Berry)                                              | John                | 2:35     |  |
| 17.    | «Soldier of Love» (Cason-Moon)                               | John                | 2:00     |  |
| 18.    | «A Little Rhyme»                                             | Diálogo             | 0:26     |  |
| 19.    | «Clarabella» (Pingatore)                                     | Paul                | 2:39     |  |
| 20.    | «I'm Gonna Sit Right Down and Cry (Over You)» (Thomas-Biggs) | John y Paul         | 2:01     |  |
| 21.    | «Crying, Waiting, Hoping» (Holly)                            | George              | 2:09     |  |
| 22.    | «Dear Wack!»                                                 | Diálogo             | 0:42     |  |
| 23.    | «You Really Got a Hold on Me» (Robinson)                     | John                | 2:37     |  |
| 24.    | «To Know Her is to Love Her» (Spector)                       | John                | 2:49     |  |
| 25.    | «A Taste of Honey» (Marlow-Scott)                            | Paul                | 1:57     |  |
| 26.    | «Long Tall Sally» (Johnson-Penniman-Blackwell)               | Paul                | 1:53     |  |
| 27.    | «I Saw Her Standing There» (Lennon-McCartney)                | Paul                | 2:32     |  |
| 28.    | «The Honeymoon Song» (Theodorakis-Sansom)                    | Paul                | 1:39     |  |
| 29.    | «Johnny B Goode» (Berry)                                     | John                | 2:51     |  |
| 30.    | «Memphis, Tennessee» (Berry)                                 | John                | 2:13     |  |
| 31.    | «Lucille» (Collins-Penniman)                                 | Paul                | 1:49     |  |
| 32.    | «Can't Buy Me Love» (Lennon-McCartney)                       | Paul                | 2:06     |  |
| 33.    | «From Fluff to You»                                          | Diálogo             | 0:28     |  |
| 34.    | «Till There Was You» (Willson)                               | Paul                | 2:13     |  |
| 65:04  |                                                              |                     |          |  |

- Disco 2

| Disc 2 |                                                                     |                     |          |  |
| N.º    | Título                                                              | Vocalista principal | Duración |  |
| 1.     | «Crinsk Dee Night»                                                  | Diálogo             | 1:05     |  |
| 2.     | «A Hard Day's Night» (Lennon-McCartney)                             | John y Paul         | 2:24     |  |
| 3.     | «Have a Banana!»                                                    | Diálogo             | 0:22     |  |
| 4.     | «I Wanna Be Your Man» (Lennon-McCartney)                            | Ringo               | 2:09     |  |
| 5.     | «Just a Rumour»                                                     | Diálogo             | 0:20     |  |
| 6.     | «Roll Over Beethoven» (Berry)                                       | George              | 2:16     |  |
| 7.     | «All My Loving» (Lennon-McCartney)                                  | Paul                | 2:04     |  |
| 8.     | «Things We Said Today» (Lennon-McCartney)                           | Paul                | 2:18     |  |
| 9.     | «She's a Woman» (Lennon-McCartney)                                  | Paul                | 3:15     |  |
| 10.    | «Sweet Little Sixteen» (Berry)                                      | John                | 2:21     |  |
| 11.    | «1822!»                                                             | Diálogo             | 0:10     |  |
| 12.    | «Lonesome Tears in My Eyes» (J and D Burnette-Burlison-Mortimer)    | John                | 2:36     |  |
| 13.    | «Nothin' Shakin'» (Fontaine-Colacrai-Lampert-Gluck)                 | George              | 2:59     |  |
| 14.    | «The Hippy Hippy Shake» (Romero)                                    | Paul                | 1:49     |  |
| 15.    | «Glad All Over» (Bennett-Tepper-Schroeder)                          | George              | 1:52     |  |
| 16.    | «I Just Don't Understand» (Wilkin-Westberry)                        | John                | 2:47     |  |
| 17.    | «So How Come (No One Loves Me)» (Bryant)                            | George y John       | 1:54     |  |
| 18.    | «I Feel Fine» (Lennon-McCartney)                                    | John                | 2:13     |  |
| 19.    | «I'm a Loser» (Lennon-McCartney)                                    | John                | 2:33     |  |
| 20.    | «Everybody's Trying to Be My Baby» (Perkins)                        | George              | 2:21     |  |
| 21.    | «Rock and Roll Music» (Berry)                                       | John                | 2:01     |  |
| 22.    | «Ticket to Ride» (Lennon-McCartney)                                 | John                | 2:56     |  |
| 23.    | «Dizzy Miss Lizzy» (Williams)                                       | John                | 2:42     |  |
| 24.    | «Medley: Kansas City/Hey! Hey! Hey! Hey!» (Leiber-Stoller/Penniman) | Paul                | 2:37     |  |
| 25.    | «Set Fire to That Lot!»                                             | Diálogo             | 0:28     |  |
| 26.    | «Matchbox» (Perkins)                                                | Ringo               | 1:57     |  |
| 27.    | «I Forgot to Remember to Forget» (Kesler-Feathers)                  | George              | 2:09     |  |
| 28.    | «Love These Goon Shows!»                                            | Diálogo             | 0:27     |  |
| 29.    | «I Got to Find My Baby» (Berry)                                     | John                | 1:56     |  |
| 30.    | «Ooh! My Soul» (Penniman)                                           | Paul                | 1:37     |  |
| 31.    | «Ooh! My Arms»                                                      | Diálogo             | 0:36     |  |
| 32.    | «Don't Ever Change» (Goffin-King)                                   | George y Paul       | 2:03     |  |
| 33.    | «Slow Down» (Williams)                                              | John                | 2:36     |  |
| 34.    | «Honey Don't» (Perkins)                                             | John                | 2:11     |  |
| 35.    | «Love Me Do» (Lennon-McCartney)                                     | Paul, con John      | 2:30     |  |
| 68:34  |                                                                     |                     |          |  |

Nota: Aunque era Ringo el vocalista que cantaba «Honey Don't» en el álbum Beatles for Sale, en realidad era un tema que siempre había cantado John Lennon en directo. Solo a partir de la siguiente versión interpretada en la BBC en mayo de 1964, se le fue confiada la canción para que la cantase Ringo Starr.

## Contexto de las grabaciones
El siguiente cuadro muestra las fechas de grabación y retransmisión y los programas de radio de la BBC en que aparecieron las canciones contenidas en Live at the BBC.
| Título                                                                          | Fecha grabación         | Fecha retransmisión                                      | Programa radio                                  |
| ------------------------------------------------------------------------------- | ----------------------- | -------------------------------------------------------- | ----------------------------------------------- |
| Beatle Greetings                                                                | 9 de octubre de 1963    | 3 de noviembre de 1963                                   | The Public Ear                                  |
| «From Us to You»                                                                | 28 de febrero de 1964   | Días festivos de Pascua, Pentecostés y de verano de 1964 | From Us to You                                  |
| Riding on a Bus                                                                 | 17 de noviembre de 1964 | 26 de noviembre de 1964                                  | Top Gear                                        |
| «I Got a Woman»                                                                 | 16 de julio de 1963     | 13 de agosto de 1963                                     | Pop Go The Beatles                              |
| «Too Much Monkey Business»                                                      | 3 de septiembre de 1963 | 10 de septiembre de 1963                                 | Pop Go The Beatles                              |
| «Keep Your Hands Off My Baby»                                                   | 22 de enero de 1963     | 26 de enero de 1963                                      | Saturday Club                                   |
| «I'll Be on My Way»                                                             | 4 de abril de 1963      | 24 de junio de 1963                                      | Side By Side                                    |
| «Young Blood»                                                                   | 1 de junio de 1963      | 11 de junio de 1963                                      | Pop Go The Beatles                              |
| «A Shot of Rhythm and Blues»                                                    | 1 de agosto de 1963     | 27 de agosto de 1963                                     | Pop Go The Beatles                              |
| «Sure to Fall (In Love with You)»                                               | 1 de junio de 1963      | 18 de junio de 1963                                      | Pop Go The Beatles                              |
| «Some Other Guy» «Thank You Girl»                                               | 19 de junio de 1963     | 23 de junio de 1963                                      | Easy Beat                                       |
| Sha La La La La! «Baby It's You»                                                | 1 de junio de 1963      | 11 de junio de 1963                                      | Pop Go The Beatles                              |
| «That's All Right (Mama)» «Carol» «Soldier of Love» A Little Rhyme «Clarabella» | 2 de julio de 1963      | 16 de julio de 1963                                      | Pop Go The Beatles                              |
| «I'm Gonna Sit Right Down and Cry (Over You)» «Crying, Waiting, Hoping»         | 16 de julio de 1963     | 6 de agosto de 1963                                      | Pop Go The Beatles                              |
| Dear Wack! «You Really Got a Hold on Me»                                        | 30 de julio de 1963     | 24 de agosto de 1963                                     | Saturday Club                                   |
| «To Know Her is to Love Her»                                                    | 16 de julio de 1963     | 6 de agosto de 1963                                      | Pop Go The Beatles                              |
| «A Taste of Honey»                                                              | 10 de julio de 1963     | 23 de julio de 1963                                      | Pop Go The Beatles                              |
| «Long Tall Sally»                                                               | 16 de julio de 1963     | 13 de agosto de 1963                                     | Pop Go The Beatles                              |
| «I Saw Her Standing There»                                                      | 16 de octubre de 1963   | 20 de octubre de 1963                                    | Easy Beat                                       |
| «The Honeymoon Song»                                                            | 16 de julio de 1963     | 6 de agosto de 1963                                      | Pop Go The Beatles                              |
| «Johnny B Goode»                                                                | 7 de enero de 1964      | 15 de febrero de 1964                                    | Saturday Club                                   |
| «Memphis, Tennessee»                                                            | 10 de julio de 1963     | 30 de julio de 1963                                      | Pop Go The Beatles                              |
| «Lucille»                                                                       | 7 de septiembre de 1963 | 5 de octubre de 1963                                     | Saturday Club                                   |
| «Can't Buy Me Love» From Fluff to You «Till There Was You»                      | 28 de febrero de 1964   | 30 de marzo de 1964                                      | From Us To You                                  |
| Título                                                                          | Fecha grabación         | Fecha retransmisión                                      | Programa radio                                  |
| Crinsk Dee Night «A Hard Day's Night» Have a Banana!                            | 14 de julio de 1964     | 16 de julio de 1964                                      | Top Gear                                        |
| «I Wanna Be Your Man» Just a Rumour «Roll Over Beethoven» «All My Loving»       | 28 de febrero de 1964   | 30 de marzo de 1964                                      | From Us To You                                  |
| «Things We Said Today»                                                          | 14 de julio de 1964     | 16 de julio de 1964                                      | Top Gear                                        |
| «She's a Woman»                                                                 | 17 de noviembre de 1964 | 26 de noviembre de 1964                                  | Top Gear                                        |
| «Sweet Little Sixteen» 1822! «Lonesome Tears in My Eyes» «Nothin' Shakin'»      | 10 de julio de 1963     | 23 de julio de 1963                                      | Pop Go The Beatles                              |
| «The Hippy Hippy Shake»                                                         | 10 de julio de 1963     | 30 de julio de 1963                                      | Pop Go The Beatles                              |
| «Glad All Over» «I Just Don't Understand»                                       | 16 de julio de 1963     | 20 de agosto de 1963                                     | Pop Go The Beatles                              |
| «So How Come (No One Loves Me)»                                                 | 10 de julio de 1963     | 23 de julio de 1963                                      | Pop Go The Beatles                              |
| «I Feel Fine» «I'm a Loser»                                                     | 17 de noviembre de 1964 | 26 de noviembre de 1964                                  | Top Gear                                        |
| «Everybody's Trying to Be My Baby» «Rock and Roll Music»                        | 25 de noviembre de 1964 | 26 de diciembre de 1964                                  | Saturday Club                                   |
| «Ticket to Ride» «Dizzy Miss Lizzy»                                             | 26 de mayo de 1965      | 6 de junio de 1965                                       | The Beatles Invite You To Take A Ticket to Ride |
| Medley: «Kansas City/Hey! Hey! Hey! Hey!»                                       | 16 de julio de 1963     | 6 de agosto de 1963                                      | Pop Go The Beatles                              |
| Set Fire to That Lot! «Matchbox»                                                | 10 de julio de 1963     | 30 de julio de 1963                                      | Pop Go The Beatles                              |
| «I Forgot to Remember to Forget»                                                | 1 de mayo de 1964       | 18 de mayo de 1964                                       | From Us To You                                  |
| Love These Goon Shows! «I Got to Find My Baby»                                  | 1 de junio de 1963      | 11 de junio de 1963                                      | Pop Go The Beatles                              |
| «Ooh! My Soul» Ooh! My Arms «Don't Ever Change»                                 | 1 de agosto de 1963     | 27 de agosto de 1963                                     | Pop Go The Beatles                              |
| «Slow Down»                                                                     | 16 de julio de 1963     | 20 de agosto de 1963                                     | Pop Go The Beatles                              |
| «Honey Don't»                                                                   | 1 de agosto de 1963     | 3 de septiembre de 1963                                  | Pop Go The Beatles                              |
| «Love Me Do»                                                                    | 10 de julio de 1963     | 23 de julio de 1963                                      | Pop Go The Beatles                              |

## Personal
- John Lennon — voz, guitarra, armónica
- Paul McCartney — voz, bajo
- George Harrison — voz, guitarra
- Ringo Starr — voz, batería

## Posición en las listas
| Año  | País           | Lista         | Posición |
| ---- | -------------- | ------------- | -------- |
| 1994 | Reino Unido    | Music Week    | 1        |
| 1994 | Estados Unidos | Billboard 200 | 3        |